# Sozopol
Sozopol (bułg. Созопол, gr. Σωζόπολις, tur. Süzebolu; w jęz. pol. także Sozopoł) – bułgarskie miasto położone 30 kilometrów na południe od Burgasu na południowym wybrzeżu bułgarskiego Morza Czarnego; w obwodzie Burgas. Siedziba administracyjna gminy Sozopol. Według danych Narodowego Instytutu Statystycznego w Bułgarii z 31 grudnia 2011 miasto liczyło 4285 mieszkańców. Miasto jest obecnie znanym kurortem oraz miejscem, w którym odbywa się festiwal filmowy nazywany Apollonią od jednej ze starożytnych nazw Sozopola.

## Historia
Sozopol jest jednym z najstarszych miast na bułgarskim wybrzeżu Morza Czarnego. Pierwsza wzmianka o Sozopolu pochodzi sprzed epoki brązu. Badania w okolicach Sozopola wykazały pozostałości dawnych mieszkań, porcelanowych garnków, kamieni i narzędzi wykonanych z kości, pochodzących z tamtej epoki. Wiele kotwic z II i III tysiąclecia p.n.e. zostało odkrytych w sozopolskiej zatoce, co jest dowodem na to, że w czasach starożytnych pływano statkami wodnymi.
Tereny dzisiejszego miasta zostały skolonizowane przez Milezjan, którzy nadali miastu nazwę Antheia, ale już wkrótce nazwa została zmieniona na Apollonia. Apollonia zasłynęła z tego, że znajdował się w niej olbrzymi posąg Apollina dłuta Kalamisa, przeniesiony przez Lukullusa do Rzymu. Apollonia była znana także jako Apollonia Pontica (tzn. Apollonia na Morzu Czarnym, starożytne Pontus Euxinus) oraz Apollonia Magna co znaczy Wielka Apollonia.
Sozopol ustanowił swój handel i morskie centrum w następnych stuleciach. Rozpoczął współpracę polityczną i handlową z miastami Starożytnej Grecji – Miletem, Atenami, Koryntem, Herakleą oraz z wyspami – Rodos, Chios, Lesbos itp. Wpływ handlu na terytorium Tracji był podstawą traktatu z władzami Królestwa Odryskiego w V wieku p.n.e.
Symbol miasta – kotwica, znajduje się na wszystkich monetach z Apollonii z VI wieku p.n.e. – jest to dowód na znaczenie handlu. Bogate miasto wkrótce stało się ważnym kurortem. Wówczas miasto nosiło nazwę Apollonia Magna.
Sozopol został wcześnie miastem chrześcijańskim. Pierwszy biskup z Sozopola pojawił się w 431 roku n.e. Najbardziej znani biskupi z Sozopola to: Atanazy (431), Piotr (680), Eutymiusz (787) oraz Ignacy (869) – wszyscy z kościoła katolickiego, Teodozjusz (1357), Joannicjusz (1524), Filoteusz (1564) oraz Joazaf (1721) – wszyscy z kościoła prawosławnego.

## Nazwy miasta
Pierwotna nazwa miasta to Antheia. Monety z VI wieku p.n.e. były wyrabiane w Apollonii. Następna nazwa miasta to Apollonia Pontica, co znaczy Apollonia na Morzu Czarnym oraz Apollonia Magna, co znaczy Wielka Apollonia. Po V wieku n.e., zaczęła występować nazwa Sozopolis. Po tym, jak miasto stało się częścią imperium osmańskiego zmieniono nazwę na Sizeboli, Sizebolu oraz Sizebolou. Po przejęciu miasta przez Bułgarię, miastu nadano nazwę Sozopol (Sozopoł).

## Galeria

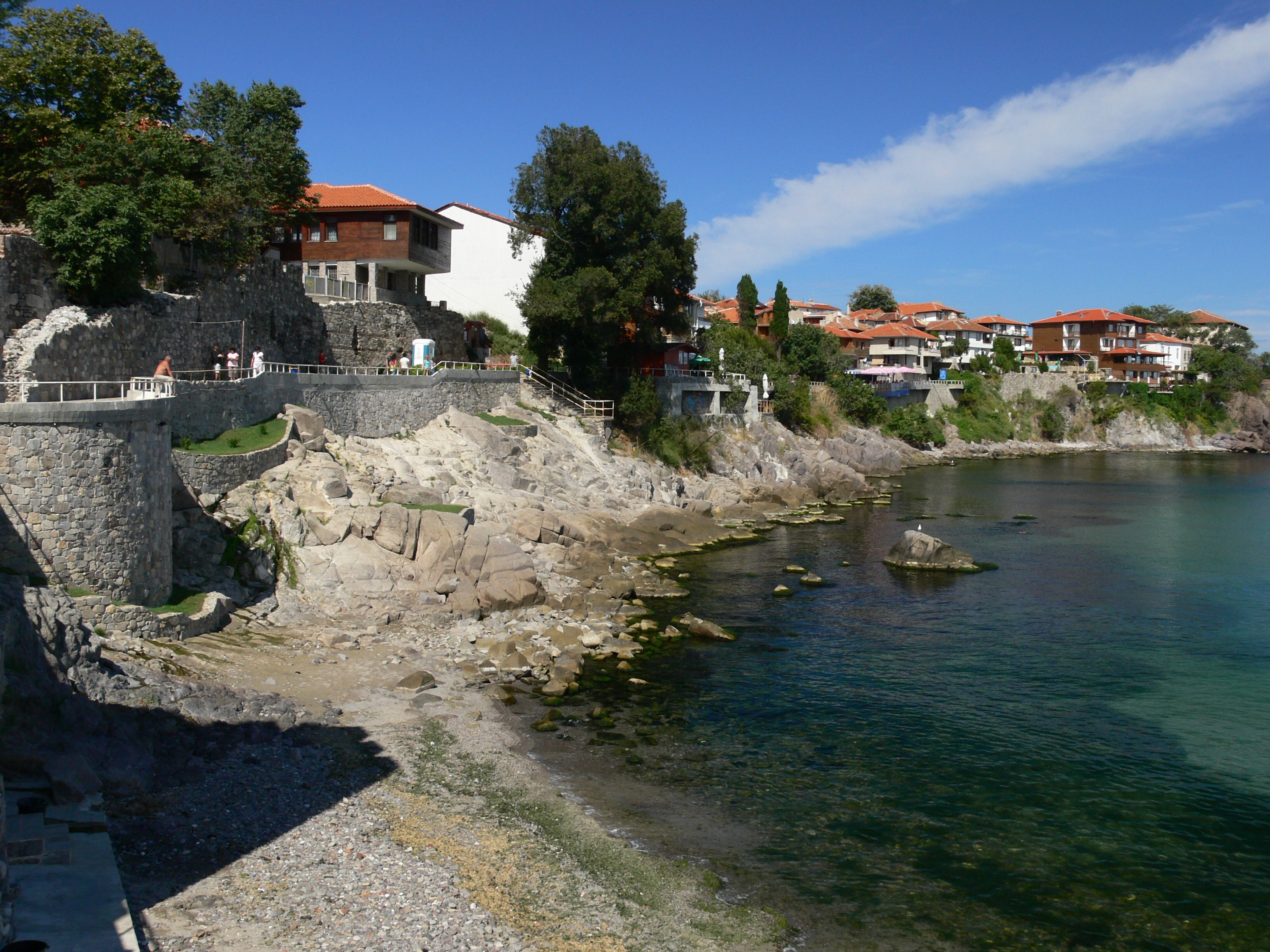
Część miasta, wybudowana w czasach gdy miasto nosiło nazwę Apollonia
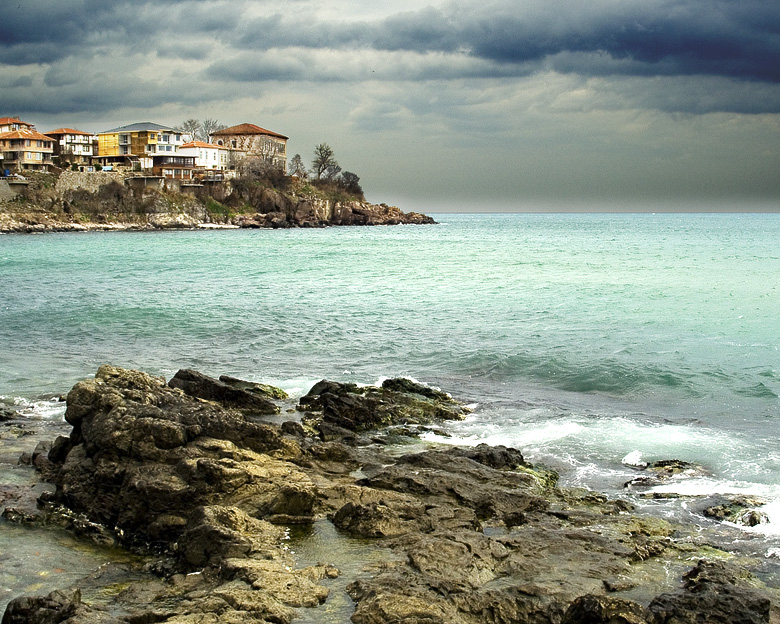
Sozopol
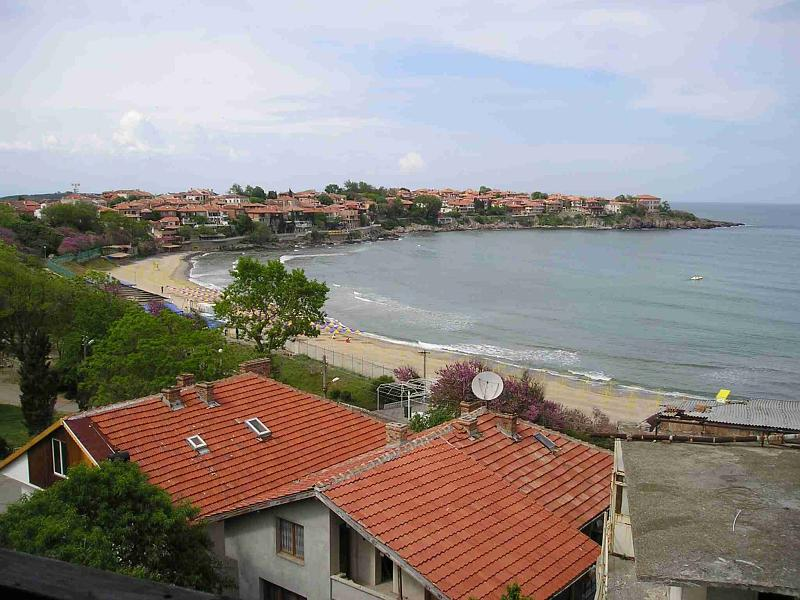
Sozopol
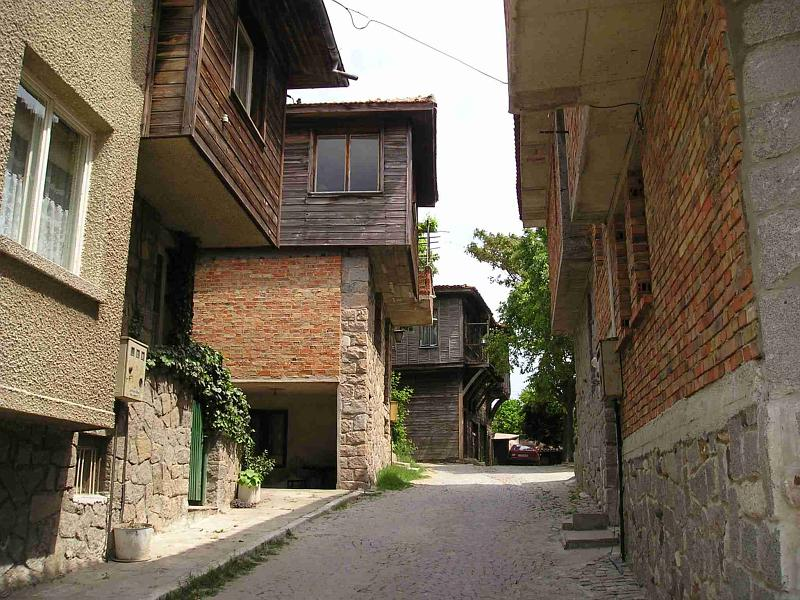
Domy w Sozopolu
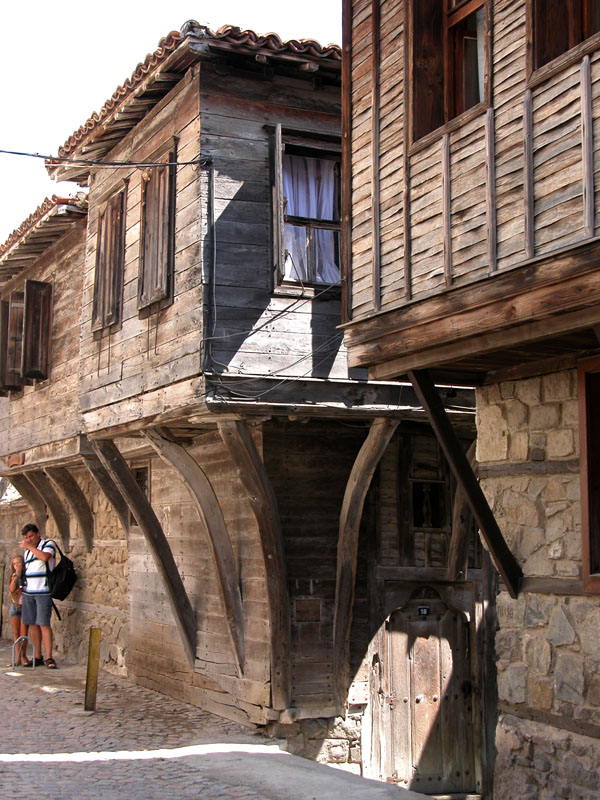
Stare domy w Sozopolu
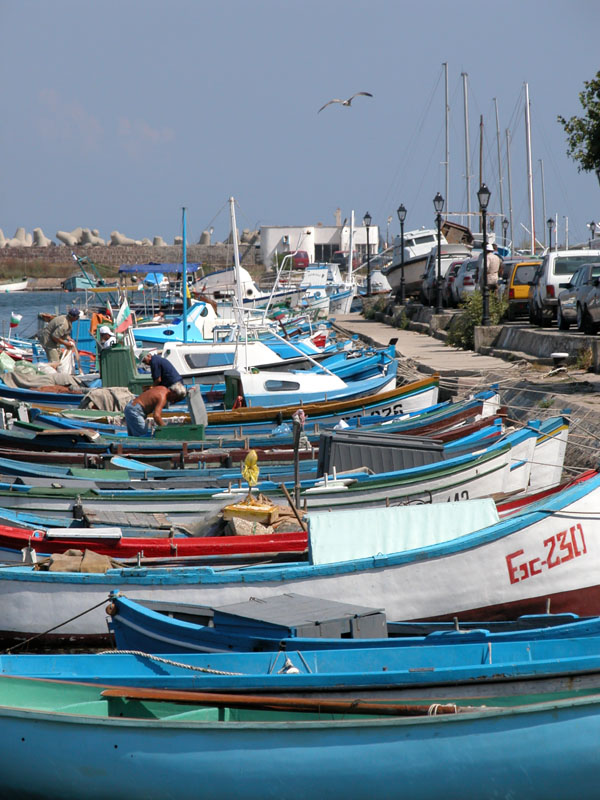
Łódki w Sozopolu